# Sebastian Colley

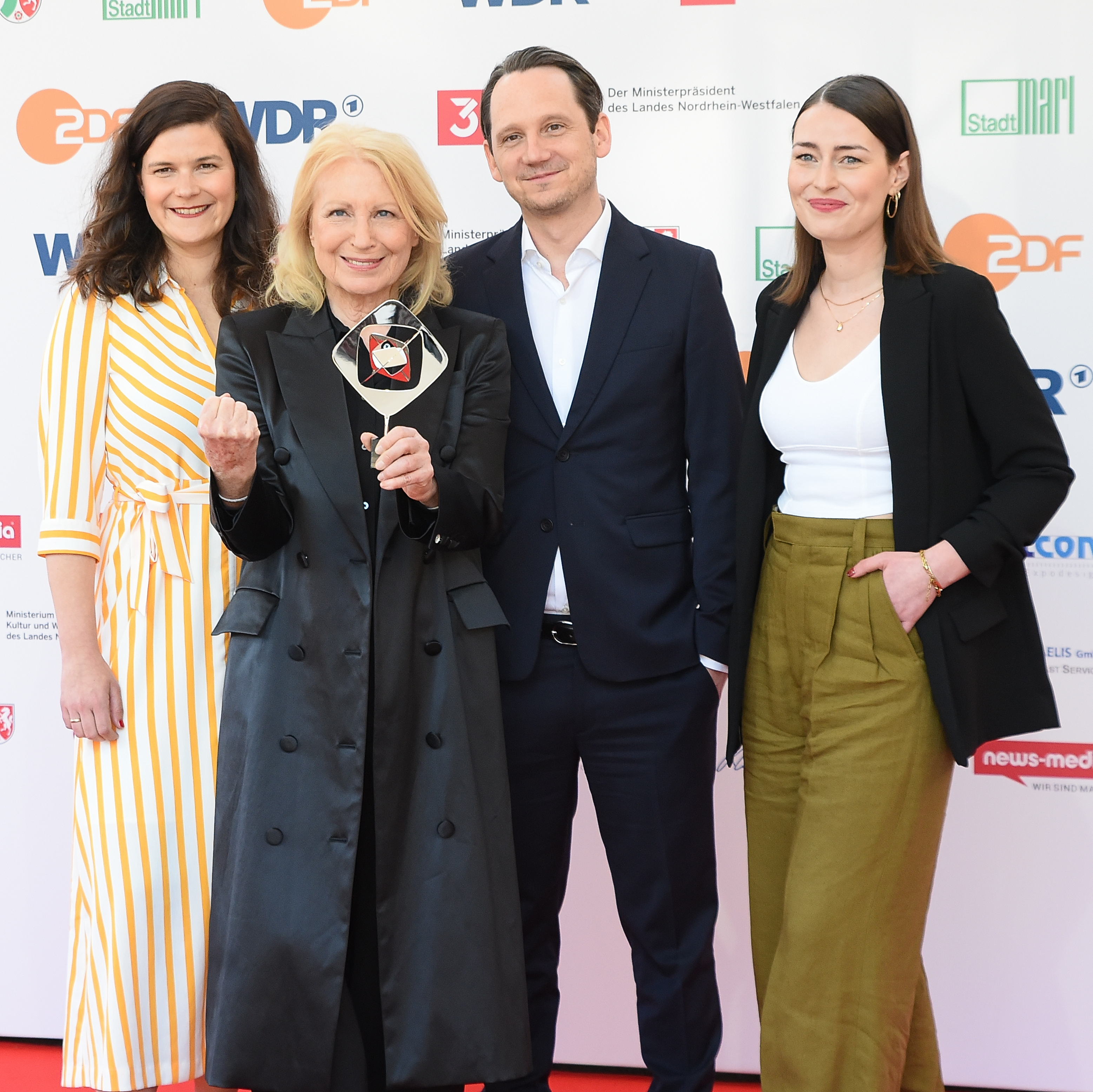
Sebastian Colley mit Sophie Averkamp, Maren Kroymann und Maira Inselmann bei der Verleihung des Grimme-Preises 2025

Sebastian Colley (* 22. Februar 1981 in Goch) ist ein deutscher Autor und Creative Producer.

## Leben und Wirken
Sebastian Colley arbeitet seit 2004 für verschiedene TV-Shows und Serien. Seit 2017 ist er der Head Writer der Sketch-Show Kroymann.
Zusammen mit Philipp Käßbohrer und Stefan Titze entwickelte und schrieb er die von Netflix produzierte Coming-Of-Age-Serie How to Sell Drugs Online (Fast). Die Serie feierte 2019 in Cannes Premiere. Seitdem erschienen vier weitere Staffeln der Serie, für die Colley ebenfalls als Autor arbeitete. Zudem schrieb er gemeinsam mit Isaiah Michalski das Drehbuch zu dem Spielfilm Buba, der die Vorgeschichte der Serie erzählt. Der Film wurde am 3. August 2022 auf Netflix veröffentlicht.
2020 fungierte Sebastian Colley als Head Writer für How to Tatort. Die Mockumentary-Miniserie begleitet die Schauspieler Jasna Fritzi Bauer, Luise Wolfram und Dar Salim bei der Teamfindung und am Set eines neuen Tatorts aus Bremen. Im April 2023 wurde bekannt, dass Colley für die Drehbücher der Fantasy-Serie Pauline verantwortlich ist. Die Serie wurde von der bildundtonfabrik produziert und erschien am 22. Mai 2024 bei Disney+. Im gleichen Jahr veröffentlichte Prime Video die Serie Perfekt Verpasst, für die Colley gemeinsam mit Claudius Pläging das Head Writing übernahm. In den Hauptrollen sind Anke Engelke und Bastian Pastewka zu sehen, die sich auch als Produzenten an der Serie beteiligten.
Sebastian Colley lebt in Berlin.

## Filmografie (Auswahl)
- 2004: Sarah Kuttner – Die Show (VIVA)
- 2006: Alles Nick! (Nickelodeon)
- 2009: TV-Helden (RTL)
- 2009: MTV Home (MTV)
- 2010: Harald Schmidt (ARD)
- 2010: Stuckrad Late Night (ZDFneo)
- 2011: Sturmfrei (KiKa)
- 2013: 1 Live Krone (WDR)
- 2013: Circus HalliGalli (ProSieben)
- 2014: Joko gegen Klaas – Das Duell um die Welt (ProSieben)
- 2014: Die unwahrscheinlichen Ereignisse im Leben von … (WDR)
- 2016: Neo Magazin Royale (ZDFneo)
- 2016: Die beste Show der Welt (ProSieben)
- 2017: Kroymann (ARD)
- 2019: How to Sell Drugs Online (Fast) (Netflix)
- 2020: How to Tatort (ARD)
- 2021: LOL: Last One Laughing (Prime Video)
- 2022: Buba (Netflix)
- 2024: Pauline (Disney+)
- 2024: Perfekt Verpasst (Prime Video)

## Auszeichnungen (Auswahl)
- 2009: Deutscher Fernsehpreis für TV-Helden[7]
- 2017: Deutscher Fernsehpreis für Die beste Show der Welt[8]
- 2017: Grimme-Preis in der Kategorie Unterhaltung für #verafake und die Einspielerschleife in der Sendung Neo Magazin Royale[9]
- 2017: Juliane-Bartel-Medienpreis für Kroymann[10]
- 2018: Grimme-Preis in der Kategorie Unterhaltung für Kroymann[11]
- 2019: Grimme-Preis in der Kategorie Unterhaltung für Kroymann[12]
- 2019: Cannes Series Official Selection mit How to Sell Drugs Online (Fast)[13]
- 2020: Grimme-Preis in der Kategorie Kinder und Jugend für How to Sell Drugs Online (Fast)[14]
- 2020: Romy in der Kategorie Beste Serie für How to Sell Drugs Online (Fast)[15]
- 2020: Deutscher Fernsehpreis in der Kategorie Beste Comedyserie für How to Sell Drugs Online (Fast)[16]
- 2020: Deutscher Fernsehpreis in der Kategorie Bester Autor Unterhaltung für Kroymann[16]
- 2024: Juliane-Bartel-Medienpreis für "Kroymann – Ist die noch gut?"[17]
- 2025: Grimme-Preis in der Kategorie Unterhaltung für "Kroymann - Ist die noch gut?"[18]